# Peg Leg Howell
Joshua Barnes Howell, Peg Leg Howell néven ismert (Eatonton, Georgia, 1888. március 5. – Atlanta, Georgia, 1966. augusztus 11.) afroamerikai bluesénekes és gitáros.

## Pályafutása
21 éves korában saját maga tanult meg gitározni. Egy tanyán dolgozott. Egy lövöldözésben eltalálták a jobb lábát, amit le kellett vágni, ezután csak zenéléssel foglalkozott. 1923-ban Atlantába költözött (Georgia állam), ahol utcai zenészként dolgozott. Szeszcsempészésért egy ideig börtönben volt.
1926-ban felfedezték, a Columbia Records felvételt készített vele. A kiadott lemezen a „New Prison Blues” című száma volt, amit a börtönben írt. A következő három évben a Columbia több alkalommal felvételeket készített vele, alkalmi zenekarokkal, amikben többek között közreműködött Henry Williams (gitár) és Eddie Anthony (hegedű).  Felvételei között van ballada, ragtime és jazz is a blues mellett. 

Howell évekig játszott Atlanta környékén, majd újból szeszcsempészettel foglalkozott. Az 1930-as évek közepe után csak alkalmanként zenélt. 1952-ben cukorbetegség következményeként eltávolították a bal lábát. Ez után kerekesszékkel közlekedett. Egyetlen dalt adott elő a The Country Blues lemezen 1959-ben, majd újra felfedezték Atlantában 1963-ban, ahol nagy szegénységben élt. George Mitchell néprajzkutató találta meg, középiskolai iskolatársa, Roger Brown segítségével. Felvételt készítettek Howell-lel 75 éves korában, amit a Testament Records adott ki. Ez 34 évvel az után történt, hogy utolsó lemeze megjelent. Ez volt Mitchell egyik első olyan felvétele, amit a terepen készített.  Howell Atlantában halt meg, 1966-ban.